# Holzmühle (Seinsheim)
Holzmühle (auch Hammermmühle genannt) ist ein Wohnplatz des Marktes Seinsheim im Landkreis Kitzingen (Unterfranken, Bayern). Sie liegt in der Gemarkung Wässerndorf.

## Geografische Lage
Die Einöde liegt am Ickbach, einem linken Zufluss des Breitbachs. Unmittelbar westlich verläuft die Bahnstrecke Treuchtlingen–Würzburg, die beidseitig von Photovoltaikanlagen gesäumt ist. Im Osten befindet sich ebenfalls eine Photovoltaikanlage, im Süden grenzt das Gnötzerheimer Holz an. Die Kreisstraße KT 21 führt nach Winkelhof (0,7 km nördlich) bzw. nach Gnötzheim (1,5 km südlich).

## Geschichte
Mit dem Gemeindeedikt (frühes 19. Jahrhundert) wurde Holzmühle dem Steuerdistrikt Gnötzheim und der Ruralgemeinde Wässerndorf zugewiesen. Im Zuge der Gebietsreform in Bayern wurde Holzmühle am 1. Mai 1978 nach Seinsheim eingemeindet.

### Einwohnerentwicklung
| Jahr      | 001818 | 001836 | 001840 | 001861 | 001871 | 001885 |
| Einwohner | 6      | 5      | 5      | *      | 8      | 9      |
| Häuser    | 2      | 1      | 1      |        |        | 2      |
| Quelle    | [ 4 ]  | [ 8 ]  | [ 9 ]  | [ 10 ] | [ 11 ] | [ 1 ]  |

## Religion
Holzmühle ist römisch-katholisch geprägt und bis heute nach St. Peter und Paul (Seinsheim) gepfarrt.